# Eschbourg
Eschbourg település Franciaországban, Bas-Rhin megyében. Lakosainak száma 456 fő (2022. január 1.). Eschbourg Hangviller, Vilsberg, Eckartswiller, Lohr, Neuwiller-lès-Saverne, La Petite-Pierre, Pfalzweyer és Schœnbourg községekkel határos.

## Népesség
A település népességének változása:
| Lakosok száma | 500  | 489  | 490  | 484  | 478  | 471  | 466  | 461  | 456  |
|               | 2013 | 2015 | 2016 | 2017 | 2018 | 2019 | 2020 | 2021 | 2022 |